# Portal Tomb von Kiltiernan

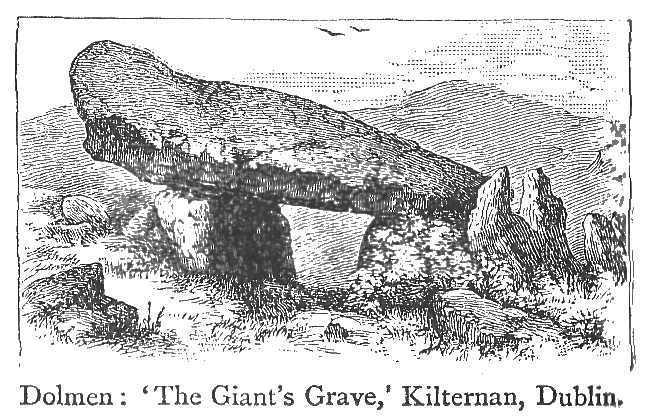
Portal Tomb von Kiltiernan

Das Portal Tomb von Kiltiernan (irisch Cill Tiarnáin, auch the Giant’s Grave genannt) liegt südlich von Stepaside an einem Westhang der Wicklow Mountains im County Dublin in Irland. Als Portal Tombs werden in Irland und Großbritannien Megalithanlagen bezeichnet, bei denen zwei gleich hohe, aufrecht stehende Steine mit einem Türstein dazwischen, die Vorderseite einer Kammer bilden, die mit einem zum Teil gewaltigen Deckstein bedeckt ist.
Es wird wegen seines beeindruckenden Decksteins auch „The Sphinx“ genannt. Er ist etwa 6,5 m lang und 5,3 m breit und an der dicksten Stelle 1,55 m hoch. Er wiegt schätzungsweise 40 t. Der schräg aufliegende Deckstein ist nach hinten abgerutscht und wird heute von einem Betonblock gestützt. Die beiden Portalsteine messen 1,4 und 1,25 m, das Grab ist nach Westen ausgerichtet. Zwischen den Portalsteinen blockiert ein kleiner Türstein den Zugang der Kammer. Das Portal Tomb hat eine gewisse Ähnlichkeit mit dem nahen Dolmen von Brennanstown. Es gibt eine Anzahl verstreuter kleinerer Felsbrocken, die sich um die Vorderseite und in einem kleineren Ausschnitt hinten befinden.
Die Kammer wurde von Marcus Ó hEochaidhe ausgegraben, der eine Pfeilspitze, einen runden Schaber drei Hohlschaber aus Feuerstein und Töpferware fand. Das Portal Tomb wurde 1776 von Gabriel Beranger (1725–1817) in einem Gemälde verewigt und erschien in einer Gravur von George Petrie (1790–1866) in seinen "Ausflügen durch Irland" im Jahre 1820.
In der Nähe liegt das Wedge Tomb Ballyedmonduff.